# Carla Lucarelli
Pour les articles homonymes, voir Lucarelli.
Carla Lucarelli, née le 12 octobre 1968 à Luxembourg-Ville (Luxembourg), est une actrice et écrivaine luxembourgeoise.

## Œuvres
- Aquatiques, poèmes, illustrations de Danielle Grosbusch, éditions Phi, 2012.
- Carapaces, roman, éditions Phi, 2013.
- Terrains vagues, microfictions, Éditions Les Venterniers, 2013.
- Dekagonon, prose poétique/Lyrikfetzen, illustrations de Carlo Schmitz, éditions Phi, 2016.
- La disparition de Wanda B., roman, éditions Phi, 2017.
- Enfance, instantanés., récits autobiographiques, éditions Phi, 2020.